# 社会主义工人党 (希腊)
社会主义工人党（希腊语：Σοσιαλιστικό Εργατικό Κόμμα）是希腊的一个托洛茨基主义政党。该党成立于1971年，当时取名为社会主义革命组织。1997年，该党改用现名。2001年，党内少数派脱党建立了国际主义工人左翼。
该党是国际社会主义倾向中仅次于英国社会主义工人党的第二大分支。该党还是希腊左翼政党联盟——争取颠覆反资本主义左翼合作的成员。该党曾派代表出席欧洲反资本主义左翼的会议。
该党出版周报《工人团结》和双月刊《来自底层的社会主义》。